# Valdepeñas de Jaén (kommunhuvudort)
Valdepeñas de Jaén är en kommunhuvudort i Spanien.   Den ligger i provinsen Provincia de Jaén och regionen Andalusien, i den södra delen av landet, 300 km söder om huvudstaden Madrid. Valdepeñas de Jaén ligger 963 meter över havet och antalet invånare är 4 331.
Terrängen runt Valdepeñas de Jaén är huvudsakligen kuperad, men åt nordost är den bergig. Runt Valdepeñas de Jaén är det ganska glesbefolkat, med 22 invånare per kvadratkilometer. Närmaste större samhälle är Alcalá la Real, 17,1 km sydväst om Valdepeñas de Jaén. Trakten runt Valdepeñas de Jaén består till största delen av jordbruksmark.